# Heizungsbauer
Ein Heizungsbauer hat die Aufgabe, Heizungs- sowie Lüftungsanlagen in Gebäuden zu montieren und zu warten.
- Die korrekte Berufsbezeichnung lautete in Deutschland Zentralheizungs- und Lüftungsbauer. Nach dem Berufsbild wird nicht mehr ausgebildet, es ist im Berufsbild des Anlagenmechanikers für Sanitär-, Heizungs- und Klimatechnik aufgegangen.
- In Österreich ist der Beruf unter Sanitär- und Klimatechniker – Heizungsinstallation ein Teilbereich des Berufsbildes Sanitär- und Klimatechniker.
- In der Schweiz wird der Beruf als Heizungsinstallateur bezeichnet. Dabei existiert zudem auch eine weniger qualifizierte Berufslaufbahn als Haustechnikpraktiker.

## Deutschland

### Ausbildung
Die Ausbildung zum Zentralheizungs- und Lüftungsbauer dauerte 3 1/2 Jahre und endete mit dem Abschluss als Geselle. Die Ausbildung wurde nach dem dualen Prinzip durchgeführt, also im Ausbildungsbetrieb und einer Staatlichen Berufsschule. Die duale Ausbildung wurde unter Federführung der Handwerkskammer und der Innungen um sogenannte überbetriebliche Lehrgänge ergänzt, in denen Fertigkeiten vermittelt wurden, die für das Berufsbild wichtig waren, aber nicht mehr in jedem Unternehmen ausgeführt wurden (beispielsweise Schweißen). Eine Verkürzung der Ausbildung um ein halbes Jahr war unter der Voraussetzung eines entsprechenden Notendurchschnittes und des Einverständnisses des Ausbildungsbetriebes möglich.

### Weiterbildung
Ein Zentralheizungs- und Lüftungsbauer der den Gesellenabschluss erfolgreich abgelegt hat, hat mehrere Möglichkeiten, sich beruflich weiter zu bilden. Wenn er weiterhin eine rein praxisorientierte Tätigkeit anstrebt, besteht die Möglichkeit der Weiterbildung zum Kundendiensttechniker. Diese Weiterbildung wird von den Handwerkskammern angeboten und findet berufsbegleitend statt. Diese Weiterbildung befähigt vor allem zur Wartung und Reparatur von Feuerungstechnischen Anlagen sowie Wärmepumpenheizungen. Weiterhin wird hier Wert auf den Umgang mit dem Kunden gelegt, da die Kundendienstmonteure als Aushängeschilder der Firma, bei der sie arbeiten, gelten.
Strebt ein Zentralheizungs- und Lüftungsbauer-Geselle eine praktisch-theoretisch orientierte Tätigkeit an, empfiehlt es sich, die Meisterprüfung abzulegen. Hier bekommt er weitere theoretische und praktische Kenntnisse vermittelt, erhält die Befähigung einen Betrieb zu leiten und Lehrlinge auszubilden. Meisterkurse werden von den Handwerkskammern, von privaten Bildungseinrichtungen und von staatlichen Schulen (meistens Berufskollegs) angeboten. Es besteht die Möglichkeit, die Meisterschule berufsbegleitend (ca. 2 Jahre) zu besuchen, oder in Vollzeit (ca. 1 Jahr).
Mittlerweile werden die Meisterbriefe nach EU-Recht in „Stufe 3 (Diplom kurzer Studiengang)“ eingeordnet. Diese Richtlinie tritt bis Ende November 2007 in Kraft. Damit ist der Meister berechtigt, sich im internationalen Umfeld als Bachelor Professional zu bezeichnen. Dennoch ist er nicht mit dem akademischen Grad Bachelor auf einer Stufe angesiedelt, auch wenn der fast gleichlautende Titel dieses impliziert.
Legt ein Zentralheizungs- und Lüftungsbauer keinen Wert auf den praktischen Teil seines Berufes, also der Arbeit auf der Baustelle, oder ist diesem aus gesundheitlichen Gründen nicht mehr gewachsen, so steht ihm die Möglichkeit offen, sich als staatlich geprüfter Techniker für Heizungs-, Lüftungs- und Klimatechnik weiterzubilden. Mit dieser Ausbildung verlässt er den Pfad der praktischen Arbeit endgültig, und spezialisiert sich auf Planungs-, Überwachungs- oder Vertriebsaufgaben in seiner Branche. Die Weiterbildung zum staatlich geprüften Techniker wird sowohl berufsbegleitend (etwa 4 Jahre) als auch in Vollzeitform (etwa 2 Jahre) angeboten. Auch der Techniker kann unter bestimmten Voraussetzungen (setzt die Handwerkskammer fest) ebenfalls einen Betrieb leiten. Allerdings fehlen ihm hierzu die kaufmännischen Kenntnisse, die er sich auf anderem Wege verschaffen muss. Wenn ein durch einen Techniker geführtes Unternehmen Lehrlinge ausbilden möchte, muss der Betriebsleiter eine zusätzliche Ausbildereignungsprüfung ablegen, oder einen Mitarbeiter der über diese verfügt zum Ausbildungsbeauftragten ernennen. Siehe Hauptartikel: Techniker HKL

## Schweiz

### Ausbildung
Die Ausbildung zum Heizungsinstallateur EFZ dauert in der Regel 4 Jahre und wird in einem Betrieb der Heizungsbranche oder einem gemischten Betrieb für Heizung-Lüftung-Sanitär absolviert. Neben der Ausbildung zum Heizungsinstallateur EFZ kann auch eine Ausbildung zum Haustechnikpraktiker EBA in 2 Jahren absolviert werden, wobei ein Haustechnikpraktiker EBA weniger qualifizierte Aufgaben erledigt. Früher wurde der Beruf Heizungsinstallateur wie in Deutschland als Heizungsbauer bezeichnet, dieser Begriff wurde jedoch seit 2007 vom neuen Begriff Heizungsinstallateur abgelöst. Während der Ausbildung wird der künftige Heizungsinstallateur EFZ in den Bereichen Arbeitsplanung, Montage und Installationen, Inbetriebnahme, Reparaturen und Instandhaltung eingearbeitet.

### Weiterbildung
Nach dem erfolgreichen Abschluss als Heizungsinstallateur EFZ  besteht die Möglichkeit, sich in diversen Kursen und Weiterbildungen weitere Kenntnisse anzueignen.
Beispiele für mögliche Weiterbildungen:
- Berufsprüfung (BP)
  - Chefmonteur Heizung
  - Fachmann für Wärmesysteme
  - Feuerungskontrolleur
  - Energieberater Gebäude
  - Projektleiter Gebäudetechnik

- Höhere Fachprüfung (HFP)
  - dipl. Heizungsmeister
- Höhere Fachschule
  - dipl. Techniker HF Gebäudetechnik

## Kenntnisse und Fertigkeiten
Zentralheizungs- und Lüftungsbauer haben besondere Kenntnisse im Bereich der Feuerungstechnik. Sie sind in der Lage, feuerungstechnische Anlagen zu montieren, zu warten und zu reparieren. Elektrotechnik und Mess- und Regeltechnik gehören ebenfalls zu diesem Berufsbild. Weiterhin haben sie erweiterte Kenntnisse im Bereich des Rohrleitungsbaus. Durch den Umgang mit verschiedenen Materialien, also Stahlrohren, Kupferrohren und Kunststoffrohren sowie diversen Blechen für die Lüftungstechnik, verfügt ein Heizungsbauer über ein großes Repertoire von Verbindungstechniken. Er ist in der Lage, Rohrleitungen zu schweißen, zu löten, zu pressen und zu verschrauben. Weiterhin sind Heizungsbauer in der Lage, Rohre zu biegen, wodurch im Rohrleitungsbau Formstücke, und somit auch Arbeitszeit, eingespart werden können.
Ein Eisenrohr zu biegen ist zunächst ein sehr viel höherer Zeitaufwand als der Einsatz von Formstücken (Fittings). Nach dem Biegen des Rohres muss diese an seinen Rohrenden mit dem vorhandenen Rohr verschweißt werden. Wenn ein Rohrstück aber mit mehreren Bögen versehen werden muss, kommt es zu einer Arbeitszeitersparnis, da man in diesem Fall deutlich weniger Schweißnähte herstellen muss.